# Pellionia velutinum
Pellionia velutinum är en nässelväxtart som först beskrevs av Otto Warburg, och fick sitt nu gällande namn av R.J. Johns. Pellionia velutinum ingår i släktet Pellionia och familjen nässelväxter. Utöver nominatformen finns också underarten P. v. glabrum.